# Długosielce
Długosielce – wieś w Polsce położona w województwie podlaskim, w powiecie sokólskim, w gminie Kuźnica.
W 1921 roku wieś liczyła 15 domów i 121 mieszkańców (60 kobiet i 61 mężczyzn), wszyscy mieszkańcy wsi byli wówczas wyznania prawosławnego.
W latach 1975–1998 miejscowość administracyjnie należała do województwa białostockiego.
W strukturze Kościoła Prawosławnego wieś podlega parafii pw. Podwyższenia Krzyża Pańskiego w niedalekiej Kuźnicy Białostockiej.